# Loi du prix unique
La loi du prix unique (en anglais : Law of one price) est une loi économique et une théorie économique selon laquelle sur un marché efficient, les biens identiques vendus à différents endroits du marché sont vendus au même prix, lorsque les prix sont exprimés dans la même devise. Cette loi a été énoncée par Gustav Cassel qui dicte le principe de l'unicité du pouvoir d'achat de chaque unité de monnaie.

## Concept
Cette loi est une suite logique des mécanismes de marchés (d'ajustement du prix) : l’existence de prix de vente ou d’achat différents en plusieurs points du marché pousse les agents économiques à choisir les prix les plus avantageux pour eux, et par ajustement les prix d’un bien convergent vers une valeur unique.

## Exceptions

### Défauts d'ajustement
La loi ne peut s'appliquer sur les marchés qui subissent des défauts d'ajustement. Sur les marchés peu liquides et à court terme, où l'offre et la demande ne sont pas immédiatement ajustées, ou encore dans les cas où il n'y a pas d'atomicité de marché, la loi ne peut s'appliquer. Cela est aussi vrai si les coûts de transaction sont élevés.

### Effet Balassa-Samuelson
L’effet Balassa-Samuelson montre que sur le marché du commerce international, la loi du prix unique ne s’applique pas, en particulier pour les biens non échangeables.